# 4 Веста
4 Веста (енгл. 4 Vesta) је астероид главног астероидног појаса са пречником од приближно 530 km.
Афел астероида је на удаљености од 2,571 астрономских јединица (АЈ) од Сунца, а перихел на 2,152 АЈ.
Ексцентрицитет орбите износи 0,088, инклинација (нагиб) орбите у односу на раван еклиптике 7,134 степени, а орбитални период износи 1325,870 дана (3,630 година).
Апсолутна магнитуда астероида је 3,20 а геометријски албедо 0,422.

## Откриће
Весту је 29. марта 1807. године открио немачки астроном Хајрих Вилхелм Олберс. Олберс је препустио познатом математичару Карлу Фридриху Гаусу да одабере име за астероид, те га је овај назвао Веста по римској богињи дома и срца. Након открића Весте ће проћи 38 година до открића новог астероида, 5 Астреје.